# Хилсдейл (Вайоминг)
Хилсдейл (англ. Hillsdale) — невключённая территория и статистически обособленная местность в округе Ларами, Вайоминг (США). Несмотря на то, что в Хилсдейле живут 47 человек и он является невключённой территорией, ему присвоен почтовый индекс и на его территории расположено почтовое отделение.

## Этимология
Хилсдейл получил своё название в честь Лэтропа Хилса, инспектора железной дороги компании Union Pacific Railroad, который был убит индейцами 11 июня 1867 года.

## Люди, связанные с Хилсдейлом
- Кен Сейлорс, американский профессиональный баскетболист, вырос на ферме в Хилсдейле, Вайоминг[3].